# (2364) Seillier
(2364) Seillier (1978 GD; 1966 DX; 1971 BH; 1978 HA) ist ein Asteroid mit einem Durchmesser von ungefähr 16 Kilometern im äußeren Hauptgürtel, der am 14. April 1978 vom belgischen Astronomen Henri Debehogne am La-Silla-Observatorium auf dem La Silla in La Higuera in Chile (IAU-Code 809) entdeckt wurde.

## Benennung
(2364) Seillier wurde vom Entdecker Henri Debehogne nach der Familie seiner Mutter benannt.